# Димбу (Прахова)
Димбу (рум. Dâmbu) — село у повіті Прахова в Румунії. Адміністративно підпорядковане місту Бейкой.
Село розташоване на відстані 69 км на північ від Бухареста, 16 км на північний захід від Плоєшті, 71 км на південь від Брашова.

## Населення
За даними перепису населення 2002 року у селі проживали 1394 особи. Рідною мовою 1391 особа (99,8%) назвала румунську.
Національний склад населення села:
| Національність | Кількість осіб | Відсоток |
| -------------- | -------------- | -------- |
| румуни         | 1367           | 98,1%    |
| цигани         | 24             | 1,7%     |